# Isaac D. Young
Isaac Daniel Young (* 29. März 1849 bei Pleasantville, Iowa; † 10. Dezember 1927) war ein US-amerikanischer Politiker. Zwischen 1911 und 1913 vertrat er den sechsten Wahlbezirk des Bundesstaates Kansas im US-Repräsentantenhaus.

## Werdegang
Isaac Young besuchte nach der High School das Oskaloosa College in Iowa.  Bereits im Alter von 15 Jahren begann er als Lehrer zu unterrichten. Diese Tätigkeit übte er zehn Jahre lang aus. Im Jahr 1874 zog Young in das Mitchell County. Dort war er in den folgenden elf Jahren in der Landwirtschaft tätig. Zwischen 1876 und 1880 war er als Schulrat mit der Aufsicht über die öffentlichen Schulen im Mitchell County betraut. Politisch wurde Young Mitglied der Republikanischen Partei. Zwischen 1884 und 1888 und nochmals von 1904 bis 1908 gehörte er dem Senat von Kansas an. Im Jahr 1885 verlegte er seinen Wohnsitz nach Beloit. Nach einem zwischenzeitlichen Jurastudium und seiner im Jahr 1889 erfolgten Zulassung als Rechtsanwalt begann er in Beloit in diesem Beruf zu praktizieren.
1910 wurde Young im sechsten Distrikt von Kansas in das US-Repräsentantenhaus in Washington, D.C. gewählt. Dort trat er am 4. März 1911 die Nachfolge von William A. Reeder an. Da er aber bereits bei den nächsten Wahlen im Jahr 1912 dem Demokraten John R. Connelly unterlag, konnte Young bis zum 3. März 1913 nur eine Legislaturperiode im Kongress absolvieren. In dieser Zeit wurde der 16. Verfassungszusatz verabschiedet, der die bundesweite Einkommensteuer einführte. Nach dem Ende seiner Zeit in der Bundeshauptstadt arbeitete Young wieder als Anwalt in Beloit. Er starb am 10. Dezember 1927.